# Dieter Meinel
Dieter Meinel (né le 28 décembre 1949 à Sachsenberg-Georgenthal) est un ancien fondeur allemand.

## Palmarès

### Jeux Olympiques
| Épreuve / Édition | Innsbruck 1976 |
| 30 km             | 33e            |
| 50 km             | 33e            |

### Championnats du monde
| Épreuve / Édition | Falun 1974 |
| 4 × 10 km         | Or         |